# Poro, re dell'Indie
|  | Per a altres significats, vegeu «Poro (Costa d'Ivori)». |

|  | Per a altres significats, vegeu «Poro». |

Poro, re dell'Indie és una òpera italiana de Georg Friedrich Händel (HWV 28), amb llibret anònim basat en l'obra Alessandro nell'Indie de Pietro Metastasio. La història desenvolupa lliurement la trobada i els conflictes d'Alexandre el Gran amb el rei Porus l'any 326 aC.
L'òpera fou completada el 16 de gener de 1731 i fou estrenada al King's Theatre de Londres el 2 de febrer del mateix any, amb la participació del famós castrato Francesco Bernardini, dit Il Senesino. L'obra tingué considerable èxit i se'n feren setze representacions aquella temporada i quatre més la següent temporada. L'òpera es recuperà per primera vegada l'any 1928.
A Catalunya es va estrenar, en versió concertant, el 8 d'octubre de 1982 al Palau de la Música de Barcelona interpretat per la Badische Staatkapelle de Karlsruhe dirigida per Charles Farncombe.

## Discografia
| Any  | Director           | Orquestra                       | Cantants                                        | Editorial | Notes                      |
| ---- | ------------------ | ------------------------------- | ----------------------------------------------- | --------- | -------------------------- |
| 1958 | Horst-Tanu Margraf | Händel-Festspielorchester Halle | Werner Enders Gunther Leib Hellmuth Kaphahn     | Eterna    | LP, després reeditat en CD |
| 1994 | Fabio Biondi       | Europa Galante                  | Gloria Banditelli Rossana Bertini Bernarda Fink | Opus 111  |                            |